# Clara Ebers

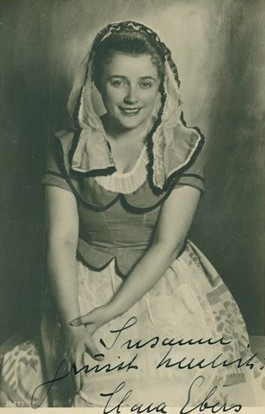
Clara Ebers in den 1930ern.

Clara Ebers (* 26. Dezember 1902 in Karlsruhe; † 7. Februar 1997 in Hamburg) war eine deutsche Opernsängerin mit der Stimmlage Sopran.

## Leben

### Ausbildung und Karrierebeginn
Ebers erhielt ihre stimmliche Ausbildung bei H. Kraus-Adena in Amsterdam und bei Eduard Erhard in Karlsruhe. Nach einem Volontariat am Staatstheater Karlsruhe (1924/1925) sang sie am Stadttheater Mönchengladbach (1925/1926) und am Stadttheater Düsseldorf (1926–1928). 

### Engagement an der Frankfurter Oper
Von 1928 bis 1944 war sie festes Ensemblemitglied an der Oper Frankfurt. Ebers hatte vor ihrem Engagement in Frankfurt dort als Olympia in der Oper Hoffmanns Erzählungen gastiert; daraufhin wurde sie als Nachfolgerin von Adele Kern für das Koloraturfach engagiert. Ebers sang an der Frankfurter Oper schwerpunktmäßig das Rollenfach der Koloratursoubrette und des lyrisch-dramatischen Koloratursoprans. Zu ihren Partien in dieser Zeit gehörten Susanna in Figaros Hochzeit, Despina in Così fan tutte, Gilda in Rigoletto, Ighino in Palestrina und Zerbinetta in Ariadne auf Naxos. Sie übernahm jedoch bereits auch dramatischere Partien wie Fiordiligi in Così fan tutte, Donna Anna in Don Giovanni, Violetta in La Traviata, Elisabeth von Valois in Don Carlos, Lisa in der Operette Das Land des Lächelns und die Titelrolle in der Oper Daphne. 
An der Oper Frankfurt wirkte Ebers in drei Uraufführungen mit: Carmina Burana (Juni 1937; Sopran-Solo), als Isabella in der Oper Columbus von Werner Egk (Januar 1942) und in der Oper Odysseus von Hermann Reutter (Oktober 1942).
Ebers gab in ihrer Frankfurter Zeit Gastspiele unter anderem in Amsterdam (1934; als Sophie in Der Rosenkavalier mit dem Ensemble der Frankfurter Oper), am Stadttheater Zürich (1934; als Königin der Nacht in Die Zauberflöte), an der Staatsoper Dresden (1935), an der Vlaamse Opera in Antwerpen (Spielzeit 1937/1938) und beim Maggio Musicale Fiorentino (1938; als Helmwige in Die Walküre). 1944 stand sie auf der Gottbegnadeten-Liste. 

### Engagement an der Hamburgischen Staatsoper
Nach dem Zweiten Weltkrieg nahm Ebers ihre Karriere zunächst am Stadttheater Kiel (Spielzeit 1945/1946) wieder auf. 1946 wurde Ebers als „Erste Sopranistin“ an die Hamburgische Staatsoper engagiert; dort blieb sie bis 1965 festes Ensemblemitglied. In der Ära von Intendant Günther Rennert galt Ebers als „eine der bedeutendsten Mozart-Sängerinnen der Hamburgischen Staatsoper.“ Im Juni 1963 wirkte sie, neben Mathieu Ahlersmeyer (Graf Almaviva), Toni Blankenheim (Figaro) und Melitta Muszely (Susanna), als Gräfin Almaviva an der Hamburgischen Staatsoper in der Uraufführung der Oper Figaro lässt sich scheiden von Giselher Klebe mit. 
In Hamburg sang Ebers weiterhin das dramatische Koloraturfach, vollzog dann jedoch den Fachwechsel in jugendlich-dramatische und ins dramatische Fach. Sie sang in Hamburg unter anderem Rollen wie Konstanze in Die Entführung aus dem Serail, Pamina in Die Zauberflöte, Agathe in Der Freischütz, Leonore in Der Troubadour, Leonora di Vargas in Die Macht des Schicksals, Desdemona in Otello, Olympia/Giulietta/Antonia/Stella in Hoffmanns Erzählungen, Maddalena in Andrea Chénier, die Titelrolle in Arabella, die Kaiserin in Die Frau ohne Schatten und die Gräfin in Capriccio. Zu ihrer besonderen Glanzrolle im zweiten Teil ihrer Karriere wurde die Feldmarschallin in der Strauss-Oper Der Rosenkavalier. 
Ebers gastierte in ihrer Hamburger Zeit unter anderem an der Staatsoper Berlin (1955–1961), an der Bayerischen Staatsoper, an der Wiener Staatsoper (Februar 1963 als Marschallin), am Royal Opera House in Covent Garden (1950; als Violetta), an der Mailänder Scala, am Théâtre Royal de la Monnaie in Brüssel, am Teatro Nacional de São Carlos in Lissabon, am Opernhaus von Nizza und am Stadttheater Bern.
Sie trat bei den Zürcher Festwochen (1951; als Christine in Intermezzo), beim Festival in Aix-en-Provence (1949), beim Edinburgh Festival und beim Glyndebourne Festival (1950; als Gräfin in Le Nozze di Figaro) auf.

### Liedsängerin und Professorin
Ebers war auch ein hochangesehene Liedsängerin; häufig wurde sie dabei von dem Komponisten Hans Pfitzner am Klavier begleitet.
1965 trat sie von der Bühne ab und lehrte danach bis 1971 Gesang an der Musikhochschule Hamburg. Danach lebte sie, weitgehend zurückgezogen, bis zu ihrem Tode in Hamburg.

## Stimme und Repertoire
Ebers besaß eine „reich gebildete, technisch souveran geführte“ Sopran-Stimme (Kutsch/Riemens). Sie sang auf der Bühne und im Konzertsaal ein breitgefächertes Repertoire, das das gesamte Koloratur-Fach, das Rollenfach des dramatischen Koloratursoprans, zuletzt mit Übergang zum jugendlich-dramatischen Fach, umfasste.

## Theater
- 1955: Christoph Willibald Gluck:  Iphigenie in Aulis (Iphigenie) – Regie: Carl-Heinrich Kreith (Deutsche Staatsoper Berlin)
- 1956: Richard Strauss: Die Frau ohne Schatten (Die Kaiserin) – Regie: Heinz Arnold (Deutsche Staatsoper Berlin)
- 1956: Wolfgang Amadeus Mozart: Don Giovanni (Donna Anna) – Regie: Heinz Arnold (Deutsche Staatsoper Berlin)
- 1959: Wolfgang Amadeus Mozart: Figaros Hochzeit (Gräfin) – Regie: Erich-Alexander Winds (Deutsche Staatsoper  Berlin)
- 1960: Richard Strauss: Der Rosenkavalier (Feldmarschallin) – Regie: Erich-Alexander Winds (Deutsche Staatsoper Berlin)

## Ehrungen
- 1978: Verdienstkreuz 1. Klasse der Bundesrepublik Deutschland[2]